# Hellboy : Le Sabre des tempêtes
Pour les articles homonymes, voir Hellboy et Tempête (homonymie).
Pour plus de détails, voir Fiche technique et Distribution.
Hellboy : Le Sabre des tempêtes (Hellboy: Sword of Storms) est un téléfilm d'animation américain de 2006, premier volet du diptyque Hellboy Animated inspiré du comic Hellboy de Mike Mignola. Ces films s'inspirent également de l'univers développés par Guillermo del Toro dans le long-métrage Hellboy en 2004.
Le film débute avec Sakai, un professeur d'université qui libère et se retrouve possédé par les démons du Tonnerre et de la Foudre, qui veulent contrôler le monde. Le Bureau de Recherche et de Défense sur le Paranormal envoie alors Hellboy et son équipe pour enquêter. Mais lorsque Hellboy trouve le sabre des Tempêtes, il est transporté dans le monde du Japon traditionnel. Il y rencontre des Yōkai qui veulent lui prendre l'épée.
Le film a d'abord été diffusé sur le réseau de Cartoon Network en octobre 2006, avant d'être commercialisé en DVD en février 2007.
Le film a été coréalisé par Tad Stones, un « vétéran » de l'animation, producteur-réalisateur notamment de Myster Mask, Le Retour de Jafar ou encore Les Énigmes de l'Atlantide ou il collabore avec Mike Mignola, le « papa » de Hellboy.

## Synopsis
Liz Sherman et Abe Sapien entrent dans le temple maya, ensuite nos 2 protagonistes trouvent Hellboy qui affronte une chauve-souris zombie géant et quelques adeptes zombies. Nos héros ont réussi à vaincre leurs adversaires alors que Liz utilise ses pouvoirs pyrokinésie, bien qu'elle n'a aucun capacité de ses pouvoirs. 
Cependant, un expert en folklore japonais nommé le professeur Mitsuyasu Sakai est en possession un ancien rouleau. Celui-ci raconte le mythe du duo de frères démoniaques nommés Thunder et Lightning. Depuis une centaine d'années, les 2 frères lancent le parcours sur le Japon et ils dressent des tempêtes sur le territoire du seigneur Daimyō. Avec la miséricorde, le Daimyō tenait la parole de leur fournir sa belle fille. Un de ces samouraïs du Daimyō est en relation de la fille et la planque au sanctuaire pour la mettre en sécurité. Ce samurai qui est armé de l'épée des tempêtes, un katana mystique possédé le sort pour exterminer le tonnerre et la foudre, le samurai combat les onis et enferme leurs esprits dans l'épée magique. Bien que ces territoires et la fille soient sain et sauf, le Daimyō est frustré à cause du samouraï qui avait rompu la parole du Daimyō, car c'est déshonorable. Par vengeance, le Daimyō lance invocation des dieux pour changer le samurai en statue de pierre et ensuite élimine la fille à l'intérieur de sanctuaire. 
Aujourd'hui dans le Japon, on trouve que le professeur Sakai est possédé par les esprits du tonnerre et de la foudre après avoir lu le manuscrit. Les 2 frères démoniaques dressent le professeur pour lancer la recherche sur l'épée magique. Ensuite, il attaque le propriétaire qui possède l'épée magique, le BRDP est signalé et puis Hellboy, Kate Corrigan et un médium nommé Russell Thorne sont convoqués pour lancer l'enquête. Pendant l'enquête, Hellboy récupère un katana découvert et il disparaît dans une autre monde qui ressemble au Japon ancien. Hellboy fait la connaissance de kitsune qui est un sage, ce sage lui dit qu'il possède l'épée des tempêtes et que son objectif de son voyage est à l'ouest. Hellboy traverse l'univers parallèle et en se rendre compte qu'il ne peut jamais revenir en arrière dans son monde original et lorsqu'il brise l'épée, il délivre sans vouloir les 2 frères démoniaques. Dans la route, Hellboy fait la connaissance des Yōkais mythiques qui sont envoyés par le professeur Sakai qui est toujours possédé par les 2 frères démoniaques qui cherchent de lui dérober l'épée, car il y a le kappa, les 3 rokurokubis, des nukekubis, un Jorōgumo, un Gashadokuro, un tengu, un Shikome et le fantôme de la fille assassinée. Hellboy aura le pouvoir de les affronter afin de les vaincre. Cependant, Abe Sapien et Liz Sherman sont contactés dans les lieux de tremblements de terre effroyable et nos 2 héros découvrent que les 2 frères démoniaques Thunder et Lightning lancent l'invocation de leurs frères qui sont des dragons. Abe Sapien et Liz Sherman rencontrent à leurs tours le sage kitsune qui a guidé le chemin a Hellboy et Abe Sapien et Liz Sherman sont chargés de stopper les dragons. Un dragon de mer lance l'attaque, mais heureusement Liz parvient à les affronter avec usage de ses capacités pyrokinésie. 
Le professeur Sakai doit se retrouver au sanctuaire par où le Daimyō qui a tué la fille, il y a l'arrivée de Kate et Russell qui ont survécu depuis une attaque par des choses du folklore japonais. Au même temps, Hellboy est chargé de briser l'épée contre la statue de pierre du samouraï, après que l'épée est détruite, cela délivre les 2 frères démoniaques Thunder et Lightning, exorciser le professeur Sakai et accompagne Hellboy dans le sanctuaire moderne. Hellboy avait capturé et emprisonné à nouveau les deux esprits démoniaques dans le katana et verrouille les dragons à l'intérieur le monde du souterrain. Les fantômes de la fille et du seigneur Daimyō prennent possession Kate et Russell et ils tentent de répéter la scène de l'exécution de la fille. Hellboy délivre par accident le fantôme du samouraï de sa forme de statue de pierre qui raisonne le Daimyō sur les excuses pour sa fille à ce sujet et cela détruit alors le cycle de leur destin mortel sans la moindre fin.
Pour finir, les esprits s'en vont et remercient à Hellboy et ses coéquipiers de leur avoir porté assistance.

## Fiche technique
- Titre : Hellboy : Le Sabre des tempêtes
- Titre original : Hellboy Animated : Sword of Storms
- Réalisation : Phil Weinstein et Tad Stones
- Scénario : Tad Stones et Matt Wayne, d'après une histoire de Tad Stones et Mike Mignola, d'après l’œuvre de Mike Mignola
- Montage : John Hoyos, Jeffrey Perlmutter
- Musique : Christopher Drake, Benjamin Stanton (additionnelle / non crédité)
- Animateurs : Russell Calabrese, William Houchins, Gordon Kent, Art Vitello, James T. Walker, Jungja Wolf
- Producteurs : Sidney Clifton, Scott D. Greenberg - Exécutifs : Morris Berger, Lawrence Gordon, Scott Hemming, John W. Hyde, Lloyd Levin, Mike Richardson - Animation : Stephanie Elliott, Michael Wolf -  Consultants : Guillermo del Toro, Mike Mignola - Superviseur :  Tad Stones
- Société de production : IDT Entertainment
- Distribution : Anchor Bay Entertainment (DVD)
- Pays d’origine :  États-Unis
- Langue originale : anglais
- Format : Couleur • 1.78:1
- Genre : Action, aventure, fantastique
- Durée : 77 minutes
- Date de sortie[1] :

 États-Unis : 28 octobre 2006 (TV)
 États-Unis : 6 février 2007 (vidéo)

## Distribution

### Voix originales
- Ron Perlman : Hellboy
- Selma Blair : Liz Sherman
- Doug Jones : Abe Sapien
- Peri Gilpin : Professeur Kate Corrigan
- Dee Bradley Baker : Kappa
- Mitchell Whitfield : Russell Thorn
- Gwendoline Yeo : Kitsune
- Phil LaMarr : membre du Bureau de la Recherche dans le Paranormal et la Défense
- Clyde Kusatsu, Keith Ferguson, James Sie, Kim Mai Guest, Michael Hagiwara, Yuriana Kim, Paul Nakauchi, Liza del Mundo : voix additionnelles

### Voix françaises
- Pierre Dourlens : Hellboy
- Caroline Lallau : Liz Sherman
- Eric Missoffe : Abe Sapien

## Nominations
- Primetime Emmy Awards 2007 : nommé pour l'Emmy du meilleur programme animé d'une heure ou plus[2]
- Annie Awards 2007 : nommé pour l'Annie du meilleur story-boarding dans une production d'animation pour la télévision